# Miss Decibel (sång)
För andra betydelser, se Miss Decibel (olika betydelser).
Miss Decibel, skriven av Lasse Holm och Gert Lengstrand, är en sång på svenska som slutade på andra plats i Melodifestivalen 1978. Den framfördes av dansbandet Wizex, på den tiden med Kikki Danielsson som sångerska, och Lasse Holm. Sången, vars text handlar om en liten sjungande-skrikande flicka vars föräldrar ser hennes möjligheter att tack vare skrikförmågan i framtiden bli sångstjärna, avslutas med några ord på engelska, då orden "Decibel, you're gonna be a star" flera gånger upprepas.
Först var det lika i omröstningen mellan Björn Skifs och Wizex i omröstningen, men i utslagsröstning vann slutligen Björn Skifs med sin "Det blir alltid värre framåt natten".
På den svenska singellistan placerade sig singeln som högst på tionde plats. På Svensktoppen låg melodin i elva veckor under perioden 16 april-25 juni 1978, med andraplats som högsta placering .
En cover på sången spelades in av Eva Rydberg senare under 1978, på hennes album Sång à la Rydberg. 1979 spelade musikern Nils Dacke in melodin på sitt album "Nils Dacke spelar partyorgel" .
I Dansbandskampen 2008 framfördes låten av Martinez. 
I Så mycket bättre 2017 spelades låten in av Uno Svenningsson, under titeln "Prins Decibel".

## Listplaceringar
| Lista (1978) | Topplacering |
| ------------ | ------------ |
| Sverige      | 10           |